# (1429) Pemba
(1429) Pemba est un astéroïde de la ceinture principale découvert le 2 juillet 1937 par l'astronome sud-africain Cyril V. Jackson.

## Historique
Le lieu de découverte, par l'astronome sud-africain Cyril V. Jackson, est Johannesburg (UO).
Sa désignation provisoire, lors de sa découverte le 2 juillet 1937, était 1937 NH.

## Caractéristiques
Sa distance minimale d'intersection de l'orbite terrestre est de 0,704 831 ua.
Il fait partie du groupe d'Alinda.